# 保存パン

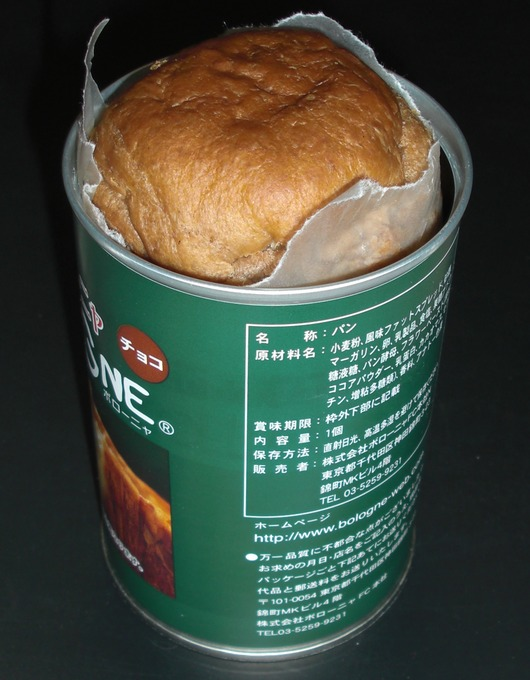
パンの缶詰

保存パン（ほぞんパン）は、缶詰やレトルトパックなどに収められたパンのことである。大抵は、数か月以上に亘って常温保存が可能なものを指す。
なお「長期保存パン」と銘打ってプラスチックのフィルムに入れられた50日程度の賞味期限をもつパンもあるが、本項では非常食としての保存パンのみ扱う。そちらはパン一般（→パン）を参照して欲しい。

## 概要
保存パンは、長期保存を目的としたパンで、パン一般が焼いてから数日から1週間程度しか消費期限がない（広義の生鮮食品である）ところを、半年から1年以上に亘って常温環境で保存できるようにした保存食である。缶入りのパンでは、1年以上の保管に耐えるため、非常食などに利用される。缶はプルトップであるものがほとんどである。缶内部には窒素など無害な不活性ガスが充填され、脱酸素剤などを使って劣化を防いでいる。
このパンは阪神・淡路大震災の折の経験から開発・製造が始まったという。製パンメーカーのパン・アキモトが同分野の先駆的存在で、2004年の新潟県中越地震ごろから知名度が上がり、同種製法のパンが次第に出回るようになった。製法としては、スチール缶に入れたカップケーキ状になったパン種を缶ごと加熱して殺菌・焼き上げた直後に脱酸素剤とともに封入、密閉することで雑菌の繁殖を抑えるという。
これらは、パン自体は保存を主眼とした製法ではなく、一般の菓子パンなどに近い。菓子パンに近い理由としては、カロリーが高く活動に必要なエネルギーとなること、レーション同様に緊急時のストレス軽減に甘い風味は幾分の効果が期待できることなどがあるが、加えて従来からある乾パンなど無味乾燥な風味の非常食との差別化も見られる。フレーバーはサツマイモ風味やチョコレート味・コーヒー味などがあり、このほかフルーツケーキ風のものや「プレーン」という風味も見られ、変り種としてはアズキやブルーベリーなどバリエーションに富んでいる。塩気のある調理パンは、腐食しやすいという理由から保存パンにすることが困難とされる。
また、バターなどの油脂成分を多めにすることで、比較的しっとりとした風味とし、飲み物が乏しくても喉が渇くことなく食べられる製品もある。油脂成分を多くすることは、量の割りにカロリー成分を多目にする効果にも繋がっており、パン4つで安静時に最低限必要なエネルギーである基礎代謝量を補える商品もある。
単体では量がさほど多くなく、パンという食材の性質上から腹持ちがいま一つで満足感がなく食事上の主力にはなりにくいが、調理が不要、保存性、携帯性、食感などを総合するとバランスの取れた保存食といえる。
一般のスーパーマーケットなどでも9月1日の防災の日に前後して防災用品セールを行う傾向があり、そのときに保存パンが並ぶことも多いため、この時期に買い換える消費者も見られる。企業では、災害時に帰宅困難者となった社員に対する救援策として、この保存パンを社内で備蓄する所も見られ、保管期限が過ぎた（賞味期限切れではない）パンを配る場合もある。また，長距離列車が運行される主要なJR駅ではこれを備蓄し、列車の大幅な遅延時に車内の乗客に配布している場合もある。
なお、賞味期限1年以上の缶入り保存パンは、購入から1年たった添加物を含まない製品でも、開くと焼きたての香りがして食欲を刺激される。平時に食べても十分に味わいのあるパンである。

## 被災と食料
一般に被災時には、初期段階で必要となる3日以上の水や食糧の備蓄が呼び掛けられている。しかし被災直後から数日程度は火を使った調理が難しい場合があり、また、炊き出しのような活動もすぐには始め難い。このため調理が必要なインスタント食品（袋麺やカップ麺など）ですら、被災初期の非常食として難がある。パッケージを開いて、すぐに食べられる食品が必要である。
極論となるがサバイバルの観点では、人間は飲み物さえあれば3週間程度は飢餓状態にはなっても餓死はしないため、無理をすればその間は食べないという選択肢もあるが、そういう状況で空腹状態は精神衛生上も悪く、また、体力消耗に伴う疾病などといったトラブルも抱え易い。
この被災初期段階に求められる「すぐ食べられる食品」では従来より保存性に優れた食品もいくつかあるが、普段食べ慣れない乾パンでは味気ないし飲み物も必要になる。その点で保存パンは食べる楽しみを得ることでストレス軽減に繋がる他、限られた飲み物で食べられる点も理に適った食品といえる。
ただし保存パンは、柔らかい食材であるパンを保護する都合上、梱包を頑丈にせざるを得ず、その分保存食としてのコンパクトさには欠ける。また、食べた後のごみ（空缶）が多い他、2007年の時点で1缶が300円から400円程度と他の非常食に比べやや割高となる傾向があり、家族の多い家庭ではまとめ買いし辛い面もある。
賞味期限については、現在では37ヶ月〜5年と改善され、他の保存食と遜色なくなっている。